# Aida-Cristina Căruceru
Aida-Cristina Căruceru (n. 31 mai 1988, Drobeta-Turnu Severin, Mehedinți, România) este o politiciană română, aleasă deputat în 2016 pe listele Partidului Social Democrat (PSD), în municipiul București.